# تروجز (باند)
تروجز (بالإنجليزية: The Troggs)‏ فريق روك «جراج» إنجليزي من أندوفر، هامبشاير في مايو 1964. كان لها عدد من الأغاني الناجحة في المملكة المتحدة والولايات المتحدة. من أشهر اغانيهم أغنية «شيء متوحش Wild Thing» التي أحتلت قمم القوائم الأمريكية، وأيضا «مع فتاة مثلك With A Girl Like You» و«الحب في كل مكان Love Is All Around»، وحققت كل واحدة من هذه الأغاني مبيعات تفوق مليون نسخة وفازت بجوائز الاسطوانة الذهبية. صنفت مجلة رولنج ستون أغنية «شيء متوحش» في المرتبة رقم 257 في قائمة المجلة لأعظم 500 أغنية في كل العصور وكان لها تأثير على موسيقى الجراج الروك والبانك روك.
جراج روك: أسلوب روك أند رول خام وحيوي ازدهر في منتصف الستينيات
بانك روك: نوع موسيقي ظهر في منتصف السبعينيات، تطور من الجراج روك

## أعضاء الفريق المؤسسين
- ريج بريسلي: غناء رئيسي (1964-2012؛ توفي 2013)

- روني بوند: طبول (1964-1988؛ توفي عام 1992)

- بيت ستابلز: جيتار باس، وغناء مساند (1964-1969)

- كريس بريتون: جيتار رئيسي، وغناء مساند (1964-1972، 1979 حتى الوقت الحاضر؛ عروض مختارة فقط منذ 2017)[6]

## أهم أغاني الفريق
- الشيء البري 1966 Wild Thing[7]

- مع فتاة مثلك 1966 With A Girl Like You[8]

- أي طريقة تريدها لي 1966 Any Way That You Want Me[9]

- تشعر وكأنها امرأة 1972 Feels Like A Woman[10]

- أفلام غريبة 1972 Strange Movies[11]

- ليلة العشب الطويل 1967 Night Of The Long Grass[12]

- كل شيء مضحك 1972 Everything's Funny[13]

- تعال الآن 1970 Come Now[14]

- الحب في كل مكان عام 1967 Love Is All Around[15]

- لا أستطيع التحكم في نفسي 1966 I Can't Control Myself[16][17]

## وصلات خارجية
- الموقع الرسمي
- The Troggs Tapes
- Pete Staples Homepage
- PUNKCAST#79 live @ World Trade Center Plaza, New York – 24 July 2001. (ريل بلاير)